# Angela Rayner
Angela Rayner (nacida Bowen; Stockport, Inglaterra, 28 de marzo de 1980) es una política y sindicalista británica del Partido Laborista que ejerce como vice primera ministra y secretaria de Estado de Nivelación, Vivienda y Comunidades del Reino Unido desde 2024. Miembro del Parlamento (MP) por Ashton-under-Lyne desde 2015 y líder adjunta del Partido Laborista junto a Keir Stamer desde el 4 de abril de 2020. 
Ha pertenecido al Gabinete en la sombra de Jeremy Corbyn como secretaria de Estado de Educación en la sombra desde 2016. Como secretaria de Educación en la sombra, Rayner ha propuesto la creación de un Servicio Nacional de Educación (NES), similar al Servicio Nacional de Salud. Rayner dejó la escuela secundaria a los 16 años mientras estaba embarazada. Más tarde se formó y trabajó como asistenta social  siendo elegida representante sindical en la Unison, momento en el que se unió al Partido Laborista. Poco después de su elección como miembro de la Cámara de los Comunes en 2015, siendo considerada una representante del "ala blanda" de la izquierda del Partido Laborista.
En enero de 2016, Corbyn designó a Rayner ministra en la sombra de Pensiones, y más tarde, en junio, ministra en la sombra de Mujeres e Igualdad. Desde entonces, algunos sectores la consideran una posible líder laborista en el futuro. Sin embargo en las primarias en 2020 para suceder a Jeremy Corbyn al frente del partido optó por no no postularse eligiendo apoyar a su compañera Rebecca Long-Bailey. Se presentó sin embargo para el puesto de vice-líder del partido siendo elegida para el puesto.

## Biografía
Rayner nació el 28 de marzo de 1980 en Stockport, Gran Mánchester . Asistió a la Escuela Avondale en Stockport, dejando la escuela a los 16 años después de quedarse embarazada.  Más tarde estudió a tiempo parcial en Stockport College, aprendiendo lenguaje de signos británico y formándose como trabajadora de asistencia social .  
Después de dejar la universidad, Rayner trabajó para el Stockport Metropolitan Borough Council durante varios años como trabajadora de asistencia. Durante este tiempo, también fue elegida representante sindical del sindicato de servicios públicos Unison . Más tarde fue elegida coordinadora de Unison North West, convirtiéndose en la principal responsable del sindicato en la región.
The Guardian publicó un amplio perfil de Rayner en 2012, en el marco de un artículo sobre la vida laboral de una dirigente sindical.

### Miembro del Parlamento

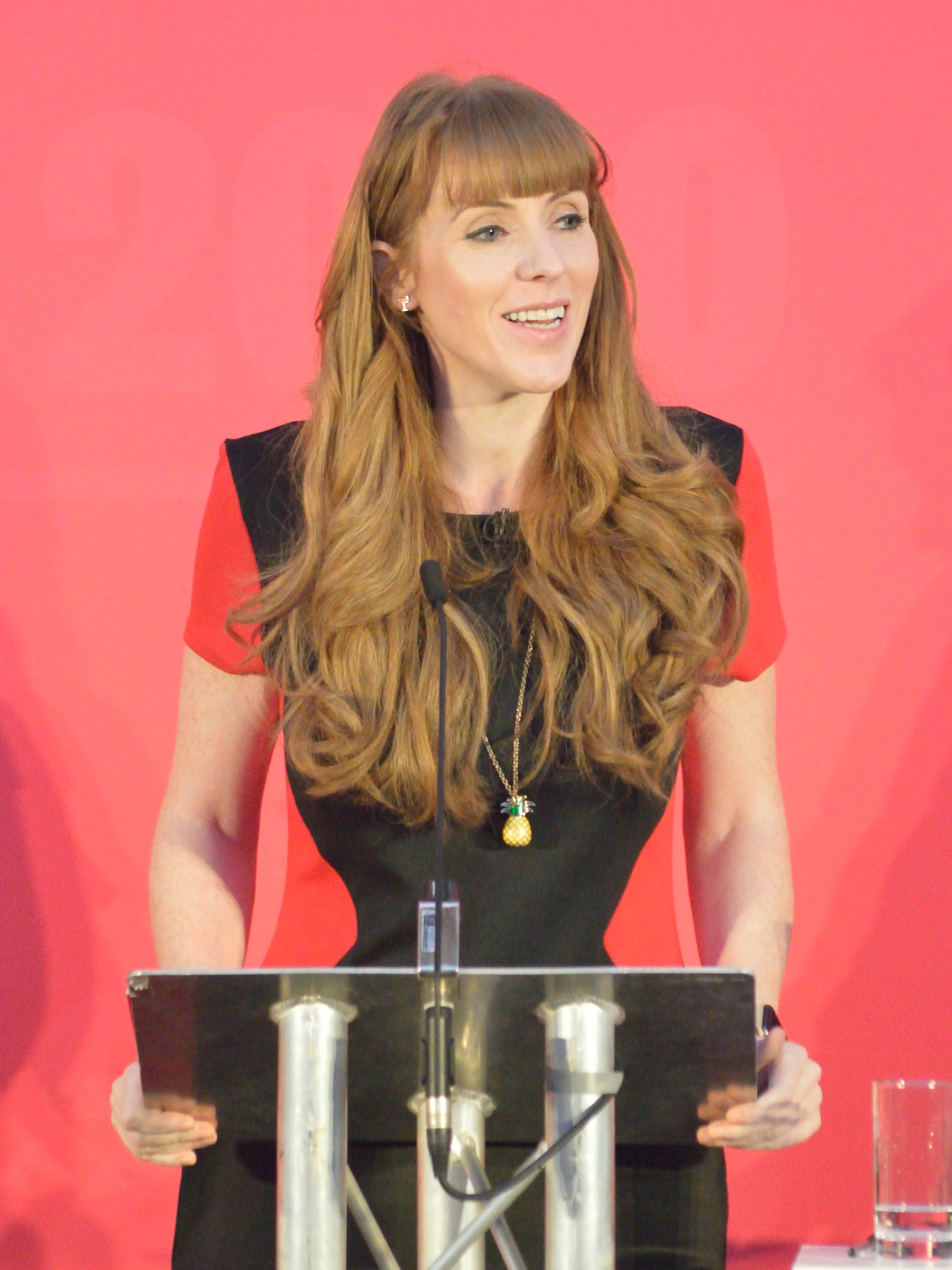
Rayner participando en las primarias del Partido Laborista 2020 en Bristol

En 2014, Rayner fue elegida como candidata del Partido Laborista por Ashton-under-Lyne, después de que David Heyes se retirara. Logró un escaño en las elecciones generales de 2015 logrando un aumento del voto laborista. Pronunció su discurso inaugural en la Cámara de los Comunes el 3 de junio de 2015. Renovó su escaño en las elecciones generales de 2017 celebradas el jueves 8 de junio de 2017. 
Rayner apoyó a Andy Burnham en las primarias del Partido Laborista de 2015 pero al año siguiente fue una de los 18 parlamentarios que respaldaron al titular Jeremy Corbyn frente a Owen Smith en las elecciones de liderazgo de 2016 .
El 1 de julio de 2016, después de una serie de dimisiones del Gabinete Shadow, Corbyn designó a Rayner para el cargo de Secretaria de Estado en la sombra de Educación .
En las elecciones generales de 2019, Rayner defendió con éxito su escaño por Ashton-under-Lyne y fue reelegida como miembro del Parlamento por tercera vez en 5 años. Por otro lado el 4 de abril de 2020 fue elegida líder adjunta del partido en sustitución de Tom Watson .

## Posiciones políticas
En una entrevista de 2017 sobre sus posiciones políticas, Rayner destacó su pragmatismo y se describió a sí misma como parte de la " izquierda blanda " del Partido Laborista. Como secretaria de Educación en la sombra, Rayner ha defendido la política de un 'Servicio Nacional de Educación', que se organizaría de manera similar al Servicio Nacional de Salud del Reino Unido. También defendió el aumento en la financiación de la educación de los primeros años.  

## Vida personal
En 2010, se casó con Mark Rayner, un dirigente de Unison. Tiene tres hijos: Ryan, quien nació cuando ella tenía 16 años; Jimmy y Charlie. Charlie nació prematuramente a las 23 semanas y Rayner dice que la atención que recibió demostró la importancia del NHS para ella. Rayner vive en su circunscripción de Ashton-under-Lyne con su familia. Se convirtió en abuela en noviembre de 2017.
En una entrevista con Evan Davis de la BBC en 2018, Rayner dijo que su madre no había podido aprender ni a leer ni escribir.
En marzo de 2019, Rayner reveló que había colocado botones de pánico en su casa después de que le enviaran amenazas de violación y muerte unas semanas antes. En marzo de 2020, confirmó que había tenido síntomas de la enfermedad por coronavirus y que se había autoaislado siguiendo el consejo médico.